# 瀧之燒餅

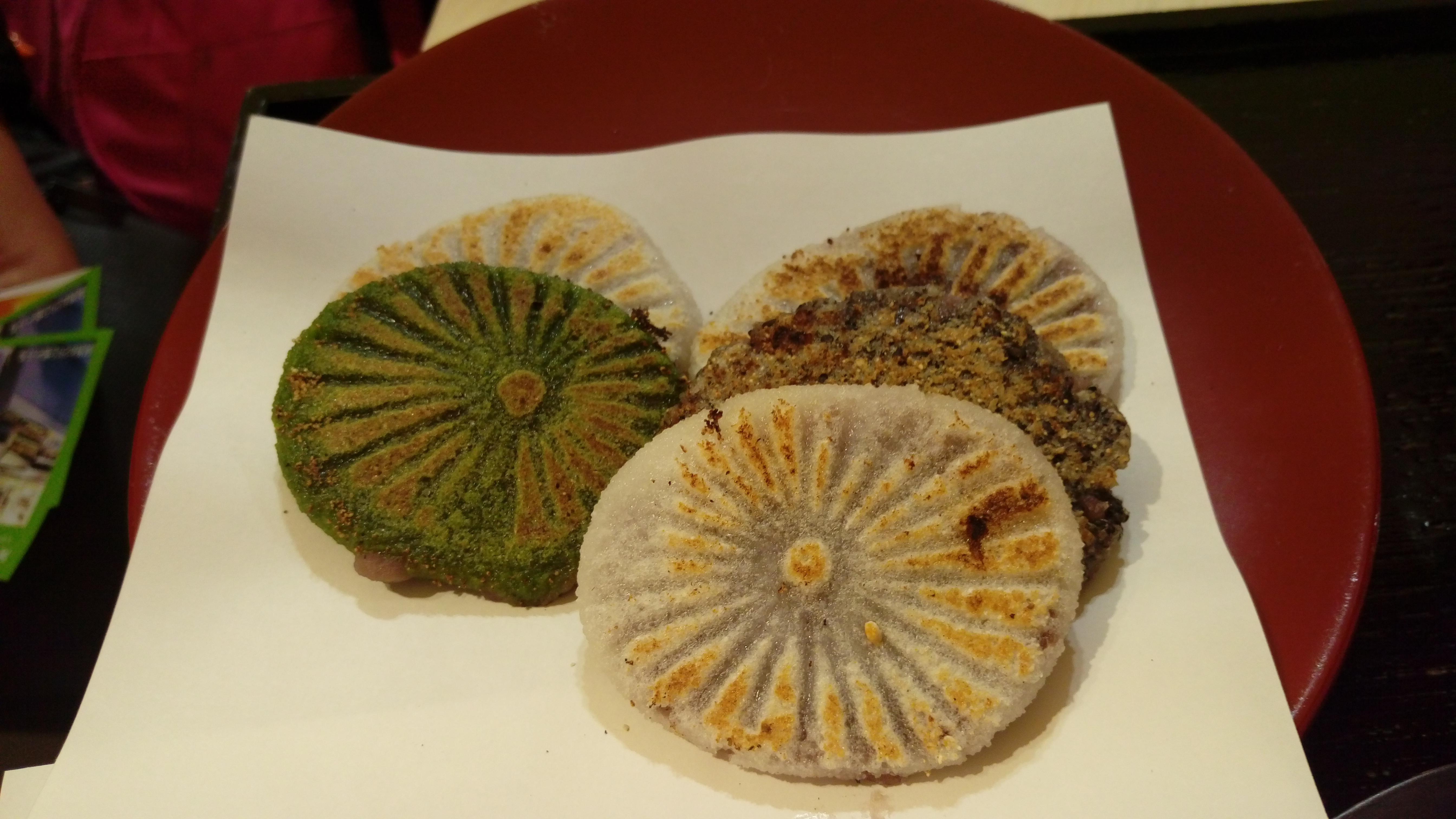
瀧之燒餅

瀧之燒餅（日语：／ Taki no yakimochi），是日本德島縣德島市的日式糕點，至今已有400年歷史，在2010年被列為德島市民遺產。
其為外觀扁平並印有菊花樣式的麻糬，目前無法已考據最早的起源，傳說是源自眉山的大瀧山地區瀑布旁營業的茶館，也因此使用「瀧」（瀑布）作為名稱。在17世紀德島藩藩主蜂須賀家政完成德島城時曾被民眾獻上，也因此獲得使用自眉山湧出的藩主專用水源錦龍水製作的許可，此後獲得「御用果子」的名聲。
現其主要在德島市內眉山山麓寺町製造及銷售，並持續使用位於寺町的錦龍水製造。